# Dickson Choto
Dickson Choto (Wedza, 19 de março de 1981) é um ex-futebolista zimbabuano. Jogava como defensor, e desde 2000 atua (e mora) em território polonês. Choto também atuou pela Seleção Zimbabuana de Futebol.

## Títulos
Légia Varsóvia
- Campeonato Polonês de Futebol (2): 2005/2006, 2012/2013
- Copa da Polônia de Futebol (4): 2008, 2011, 2012, 2013
- Supercopa da Polônia (1): 2008